# Allan Kamwanga
Allan Kamwanga (ur. 30 października 1968) – piłkarz zambijski grający na pozycji obrońcy.

## Kariera klubowa
W swojej karierze piłkarskiej Kamwanga grał w klubie Mufulira Wanderers. W 1995 i 1996 roku wywalczył z nim mistrzostwo Zambii. W 1995 roku zdobył też Puchar Zambii.

## Kariera reprezentacyjna
W reprezentacji Zambii Kamwanga zadebiutował 13 listopada 1994 roku w zremisowanym 1:1 meczu kwalifikacji do Pucharu Narodów Afryki 1996 z RPA. W 1996 roku zagrał w jednym meczu Pucharu Narodów Afryki 1996, o 3. miejsce z Ghaną (1:0).
W 1998 roku Kamwanga był w kadrze Zambii na Puchar Narodów Afryki 1998. Wystąpił na nim trzykrotnie: z Marokiem (1:1), z Egiptem (0:4) i z Mozambikiem (3:1). W kadrze narodowej grał do 1999 roku. Rozegrał w niej 35 meczów i strzelił 2 gole.